# Cemitério Municipal São João
O Cemitério São João é um cemitério da cidade de Porto Alegre e está localizado no bairro Higienópolis. Fundado em 1936 numa área de aproximadamente 9,5 hectares, possui cerca de doze mil jazigos (temporários e perpétuos), além de cinco capelas para velório.